# 반노초 비링구초
반노초 비링구초(Vannoccio Biringuccio, 1480년 경 ~ 1539년 경)는 이탈리아의 야금기술자이다.
피렌체의 남쪽 시에나에서 태어났다. 그는 대포제조의 명인이었다. 그의 저서 『화공술(火工術：피로테크니아)』(1540년 간행)은 훗날의 야금술이나 광산업에 큰 영향을 주었다. 33세로 시에나 궁정의 무기 관리인이 되었고, 가볍고 견고한 명중률이 좋은 대포제조에 열중하였다. 대포를 만듦에 있어 그는 그 때까지 직인의 경험과 감(感)에 의존하고 있던 것을 지양하고, "청동의 제조, 대포의 주조(鑄造), 화약의 양이 숫자로 나타내어지는 일정한 규칙에 따르도록 하여야 한다"고 생각하였다. 그리고 대포의 제조를 위한 5개의 규칙을 만들었다.
1. 견실한 주형(鑄型)을 만든다.
2. 주형은 잘 구워서 만들 것. 그렇지 않으면 수분이 증발하여, 흘러든 청동에 기포(氣胞)가 생긴다.
3. 주형은 땅속에 수직으로 묻는다. 고르게 청동이 들어가도록 한다.
4. 청동은 주석과 구리를 1대 10의 비율로 하되 고르게 잘 조합(調合)한다.
5. 녹은 청동은 넘칠 만큼 충분한 양을 부어 넣는다.

1529년 피렌체 교외에서 시험 발사된 그의 대포는 이음매 없는 포신(砲身) 7m로 200m 앞의 목표에 명중하는 획기적인 것이었다. 만년에는 로마교황청의 주조장(鑄造場) 감독으로 있었다.

## 같이 보기
- 게오르기우스 아그리콜라